# زنگله‌لش
زِنگله‌لَش (به لاتین: Züngüləş) یک منطقهٔ مسکونی در جمهوری آذربایجان است که در شهرستان آستارا واقع شده‌است. زنگله‌لش ۵۵۴ نفر جمعیت دارد.

## ریشه واژه
زنگل یا زنگله در زبان تالشی نام گیاهی است و لش به معنی رود کوچک و جویبار است.